# Nepenthes hamata
Nepenthes hamata J.R.Turnbull & A.T.Middleton, 1984 è una pianta carnivora della famiglia Nepenthaceae, endemica del Sulawesi, dove cresce a 1400–2500 m.

## Conservazione
La Lista rossa IUCN classifica Nepenthes hamata come specie a rischio minimo (Least Concern).